# 黄洛峰

黄洛峰

黄洛峰（1909年2月6日—1980年11月4日），原名垲，字肇元，又名黄伯庸，云南鹤庆人，中华人民共和国政治人物、出版家，曾任文化部出版局局长，中国出版工作者协会副主席。中共八大代表，第一届全国人大代表，第三、第四、第五届全国政协委员。

## 延伸阅读
- 辛锋,王思懿著; 中共云南省委宣传部编. . 昆明: 云南人民出版社. 2017. ISBN 978-7-222-15803-0.